# 里奇蘭茲鎮區 (北卡羅萊納州昂斯洛縣)
里奇蘭茲鎮區（英語：Richlands Township）是位於美國北卡羅萊納州昂斯洛縣的一個鎮區。

## 地方資料
里奇蘭茲鎮區的面積為371.14平方千米，皆為陸地。根據2020年美國人口普查的數據，當地共有人口26207人，而人口密度為每平方千米70.61人。